# You’re the Worst
You’re the Worst – amerykański serial komediowy, wyprodukowany przez FX Productions. Pomysłodawcą serialu jest Stephen Falk. Serial był oryginalnie emitowany od 17 lipca 2014 do 3 kwietnia 2019 roku przez FX.

## Fabuła
Serial opowiada o historii miłości Gretchen i Jimmy’ego. Oboje starają się ocalić związek, mimo że są ludźmi autodestrukcyjnymi i toksycznymi.

## Obsada

### Główna
- Aya Cash jako Gretchen[2]
- Kether Donohue jako Lindsay[2]
- Chris Geere jako Jimmy[2]
- Desmin Borges jako Edgar[2]

### Drugoplanowe
- Janet Varney jako Becca Barbara
- Todd Robert Anderson jako Vernon Barbara
- Allan McLeod jako Paul Jillian
- Shane Francis Smith jako Killian Mounce
- Brandon Mychal Smith jako Sam Dresden
- Stephen Schneider jako Ty Wyland,
- Giovonnie Samuels jako Brianna
- Samira Wiley jako Justina (sezon 3)[3]
- Katie Findlay (sezon 3)[4]
- Colin Ferguson jako Boone (sezon 4)[5]

## Odcinki
| Sezon | Sezon | Odcinki | Oryginalna emisja | Oryginalna emisja | Oryginalna emisja | Oryginalna emisja | Oryginalna emisja |
| Sezon | Sezon | Odcinki | Premiera sezonu   | Finał sezonu      | Premiera sezonu   | Finał sezonu      |                   |
| ----- | ----- | ------- | ----------------- | ----------------- | ----------------- | ----------------- | ----------------- |
|       | 1     | 10      | 17 lipca 2014     | 18 sierpnia 2014  | —                 | —                 |                   |
|       | 2     | 13      | 9 września 2015   | 9 grudnia 2015    | —                 | —                 |                   |
|       | 3     | 13      | 31 sierpnia 2016  | 16 listopada 2016 | —                 | —                 |                   |
|       | 4     | 13      | 6 września 2017.  | 15 listopada 2017 | —                 | —                 |                   |
|       | 5     | 13      | 9 stycznia 2019   | 3 kwietnia 2019   | —                 | —                 |                   |

## Produkcja
1 października 2014 roku, stacja  FX zamówiła drugi sezon serialu.
2 grudnia 2015 roku, stacja FX przedłużył seria o trzeci serię
29 września 2016 roku, stacja  FX zamówiła czwarty sezon serialu.
15 listopada 2017, stacja FX ogłosiła zamówienie piątego, finałowego sezonu.